# Vocal trance
Vocal trance er en undergenre af trance. Det der typisk kendetegner vocal trance er, at vokalen er meget i fokus. Det er oftest en kvindelig vokal som bliver mødt af en høj melodi bagefter. Tracksne er normalt 6 til 8 minutter lange. 
Vocal trance blev skabt i de tidelige 1990'ere hvor trance var i fuld gang med sin udbredelse. Mange kendte DJ's som f.eks. Armin van Buuren og Paul van Dyk bruger kvindelig vokal i deres tracks. Den danske DJ Encore producerer også meget af sin musik i denne genre.